# Mount Gould (Tasmanien)
Der Mount Gould ist ein 1491 Meter hoher Berg im Zentrum des australischen Bundesstaates Tasmanien.
Er liegt am Südende der Du Cane Range am Ostrand des Cradle-Mountain-Lake-St.-Clair-Nationalparks und steht in der Reihe der höchsten Berge Tasmaniens an 11. Stelle.
Der Berg ist eine bekannte Sehenswürdigkeit im Nationalpark und beliebt bei Wanderern und Bergsteigern.